# Croce Rossa del Niger

il simbolo della Croce Rossa

La Croce Rossa del Niger è la società nazionale di Croce Rossa della Repubblica del Niger, stato dell'Africa Occidentale. Ha sede nella capitale Niamey.

## Denominazione ufficiale
- Croix-Rouge du Niger, in lingua francese, idioma ufficiale della Repubblica Gabonese;
- Red Cross Society of Niger (abbreviato RCN), in lingua inglese, denominazione utilizzata internazionalmente e presso la Federazione;

## Storia
La Croce Rossa del Niger è stata fondata nel 1963.

## Attività
La Croce Rossa del Niger è uno dei membri del Rome Consensus per la lotta alla tossicodipendenza.